# Isabel van den Berg
Isabel van den Berg (Amstelveen, 2 februari 2005) is een Nederlandse atlete. Zij is gespecialiseerd in de sprintafstanden 100 m, 200 m en 4 × 100 m estafette. Op dit laatste atletiekonderdeel maakte zij haar olympisch debuut als lid van de nationale ploeg op de Olympische Spelen in Parijs.

## Biografie
Van den Berg werd in 2024 voor het eerst geselecteerd voor het Nederlandse estafetteteam op de Europese kampioenschappen van 2024 in Rome. Ze kwam daar zelf overigens niet in actie.
Vervolgens maakte Van den Berg deel uit van de estafetteploeg op de Spelen in Parijs, die verder bestond uit Marije van Hunenstijn, Minke Bisschops en Tasa Jiya. Dit viertal slaagde erin om op de 4 × 100 m estafette de finale te bereiken.

## Club
Van den Berg is lid van atletiekvereniging Phanos en wordt gecoacht door Robin van den Berg.

## Persoonlijke records
Outdoor
| Onderdeel | Prestatie | Datum        | Plaats  | Opmerkingen |
| --------- | --------- | ------------ | ------- | ----------- |
| 100 m     | 11,53 s   | 28 juni 2024 | Hengelo | + 1,8 m/s   |
| 200 m     | 23,63 s   | 30 juni 2024 | Hengelo | + 1,9 m/s   |
| 300 m     | 37,89 s   | 11 mei 2024  | Lisse   |             |

Indoor
| Onderdeel | Prestatie | Datum            | Plaats    | Opmerkingen |
| --------- | --------- | ---------------- | --------- | ----------- |
| 60 m      | 7,24 s    | 22 februari 2025 | Apeldoorn |             |
| 200 m     | 23,25 s   | 8 februari 2025  | Metz      |             |

## Palmares

### 60 m
- 2024: 8e NK indoor – 7,51 s
- 2025:  NK indoor – 7,24 s

### 100 m
- 2024:  Harry Schulting Games in Vught – 11,72 s (+1,3 m/s) (in serie 11,64 s)
- 2024: 5e NK – 11,60 s (+1,2 m/s) (in ½ fin. 11,53 s)
- 2024: 7e FBK Games – 11,72 s (+0,6 m/s)

### 150 m
- 2024:  Ter Specke Bokaal in Lisse – 17,60 s (-1,5 m/s)

### 200 m
- 2023: 4e Gouden Spike - 24,74 s (+1,2 m/s)
- 2023: 7e NK - 24,59 s (-2,2 m/s)
- 2024: 5e NK – 23,63 s (+1,9 m/s)
- 2025:  NK indoor – 23,50 s

### 300 m
- 2023:  Ter Specke Bokaal - 40,80 s
- 2024:  Ter Specke Bokaal – 37,89 s

### 4 x 100 m
- 2024: 7e OS - 42,74 s (in serie 42,64 s)

Diamond League-resultaten
- 2024: 5e London Grand Prix - 42,50 s
- 2024:  Weltklasse Zürich - 43,46 s